# Phumniwat Thuha
Phumniwat Thuha (thailändisch ภูมินิวัฒน์ ทุหา, * 13. Juni 1994) ist ein thailändischer Fußballspieler.

## Karriere
Phumniwat Thuha stand bis 2016 beim Simork FC unter Vertrag. Der Verein aus Suphanburi spielte in der dritten Liga, der damaligen Regional League Division 2. Hier trat man in der Western Region an. 2017 wechselte er nach Sisaket zum Erstligisten Sisaket FC. Die Saison 2018 stand er beim Drittligisten Trang FC unter Vertrag. Mit dem Verein aus Trang spielte er in der Lower Region der Liga. Am 1. Januar 2019 unterschrieb er einen Vertrag beim Zweitligisten JL Chiangmai United FC. Am Ende der Saison 2020/21 wurde er mit dem Verein aus Chiangmai Vizemeister und stieg in die erste Liga auf. Sein Erstligadebüt gab Phumniwat Thuha am 30. April 2022 (29. Spieltag) im Heimspiel gegen den Police Tero FC. Hier wurde er in der 36. Minute für den verletzten Paphawin Sirithongsopha eingewechselt. Chiangmai gewann das Spiel durch ein Tor von Sirisak Faidong mit 1:0. Am Ende der Saison musste er mit Chiangmai als Tabellenletzter den Weg in die zweite Liga antreten.

## Erfolge
Chiangmai United FC
- Thailändischer Zweitligavizemeister: 2020/21  ▲